# Han Soo-yeon
Han Soo-yeon (Hangul: 한수연; Chungcheong del Norte, 24 de abril de 1983) es una actriz surcoreana, conocida por sus papeles en dramas como Pure Love (2013) y Love in the Moonlight (2016).

## Biografía
Han nació en Corea del Sur y se trasladó con su madre y su hermana a Budapest, Hungría en 1990, donde su madre estudió canto clásico en la Academia de Música Ferenc Liszt. Comenzó la primaria en Budapest y aprendió a hablar el húngaro con fluidez. La familia se mudó de nuevo a Corea del Sur en 1998. Posteriormente estudió en la Universidad Sungkyunkwan, y después de la graduación participó en anuncios de televisión, obras de teatro y películas.

## Carrera
Tuvo su primer papel importante en Our Fantastic 21st Century (너와 나의 21세기, Neowa naui 21 segi), una película independiente, dirigida por Ryu Hyeong-ki. Se hizo conocida por su papel en el drama diario, Pure Love (일말의 순정, Ilmarui sunjeong), que se emitió de febrero a agosto de 2013 en KBS2.

## Filmografía

### Series de televisión
| Año     | Título                        | Papel                 | Canal | Notas                    | Ref.  |
| ------- | ----------------------------- | --------------------- | ----- | ------------------------ | ----- |
| 2013    | Pure Love                     | Ha So-Yeon            | KBS2  |                          |       |
| 2014    | World Theme Journey           | narradora             | EBS   |                          |       |
| 2014    | Hi! School-Love On            | profesora Choi So-Jin | KBS2  |                          |       |
| 2016    | Vampire Detective             | Yeon Joo              | OCN   |                          |       |
| 2016    | Love in the Moonlight         | Reina Kim             | KBS2  |                          |       |
| 2018    | Your Honor                    | Bang Woo-jeong        | SBS   |                          | [ 3 ] |
| 2020-21 | If You Cheat, You Die         | Park Hye-kyung        | KBS2  |                          |       |
| 2022    | Kill Heel                     | Ham Shin-ae           | tvN   |                          | [ 4 ] |
| 2022    | The King of Pigs              | Park Min-joo          | TVING | Episodio 1               | [ 5 ] |
| 2023    | Brain Cooperation             | Jung In-young         | KBS2  | Aparición especial       | [ 6 ] |
| 2023    | Pandora: Beneath the Paradise | Hong Yu-ra            | tvN   |                          | [ 7 ] |
| 2024    | Wedding Impossible            | Hyun Soo-hyun         | tvN   | Aparición especial       | [ 8 ] |
| 2025    | For Eagle Brothers            | Kang So-yeon          | KBS2  | Aparición especial, ep.7 |       |
| 2025    | El palacio embrujado          | Reina viuda           | SBS   |                          | [ 9 ] |

### Películas
| Año   | Título                     | Papel              | Ref.          |
| ----- | -------------------------- | ------------------ | ------------- |
| 2006  | The World of Silence       | Jung Yoo-jin       | [ 10 ]        |
| 2008  | Drawing Paper              |                    |               |
| 2008  | Do Re Mi Fa So La Ti Do    | Dong-Hee           |               |
| 2008  | Modern Boy                 | chica moderna      |               |
| 2009  | Our Fantastic 21st Century | Soo-Young          |               |
| 2010  | Loveholic                  | Kyeong-Rin         |               |
| 2011  | Hanji                      | Da-Young           |               |
| 2011  | Officer of the Year        | Hyun-Sook          |               |
| 2012  | The Strangers              | Yeon-Hee           |               |
| 2015  | Bad Man                    | Na Yoo-mi          |               |
| 2017  | The King                   |                    | [ 11 ] [ 12 ] |
| 2019  | Real Culprit               |                    | [ 13 ]        |
| 2022  | The Boys                   | Shin Eun-hee       | [ 14 ] [ 15 ] |
| Prog. | Hwapyeong Spot             | madre de Young-hee | [ 10 ]        |